# Karel Toman
Karel Toman, vlastním jménem Antonín Bernášek (25. února 1877 Kokovice – 12. června 1946 Praha), byl český básník, novinář a překladatel z francouzštiny, představitel tzv. generace anarchistických buřičů.

## Život
Narodil se v rodině rolníka a starosty Františka Bernáška (1845) a Rosalie rozené Horové (1857–1906). Měl jednoho nevlastního bratra Josefa (1873), z prvního manželství otce s Marií rozenou Platilovou (1849–1873), a čtyři vlastní sourozence: Františka (1879–1952), Marii Černou (1889–1965), Aloise (1893) a Jaromíra (1897–1966). Roku 1915 se oženil a Annou Wagenknechtovou (1891–1957), se kterou měl dva syny: Jaromíra a Prokopa.
Studoval na gymnáziu ve Slaném, od tercie navštěvoval arcibiskupský konvikt v Příbrami, kde roku 1896 odmaturoval. Ve stejném roce odešel do Prahy a začal studovat práva na Právnické fakultě Univerzity Karlovy. Studium nedokončil, postupně zastával několik úřednických míst. 
V Praze se seznámil s anarchistickými buřiči sdruženými kolem časopisu Nový kult. Postupně uskutečnil několik cest po Evropě, během kterých navštívil Německo, Nizozemsko, Anglii a Francii. Ze svých cest psal reportáže do českých anarchistických časopisů, v časopisech Niva, Lumír a Lípa publikoval své překlady a literární kritiky. V roce 1911 získal místo kopisty v Zemském archivu, které zastával až do roku 1917. Během první světové války pracoval jako redaktor Národních listů, po válce zastával místo v knihovně Národního shromáždění a spolupracoval s Lidovými novinami. 
Roku 1925 odešel kvůli srdečnímu onemocnění do penze. Zemřel 12. června 1946 v Praze.

### Ocenění
- V lednu 1946 byl spolu s Fráňou Šrámkem jmenován národním umělcem[6]
- Rozloučení se zesnulým umělcem se konalo za přítomnosti členů vlády v Národním muzeu v Praze; je pohřben ve vyšehradském Slavíně[7]
- V pražské čtvrti Břevnov, kde Toman v závěru života bydlel, byla po něm v roce 1947 pojmenována ulice, dříve nazvaná K Ladronce. Nově pojmenovanou ulici předal tehdy břevnovským občanům Jaroslav Seifert[8]

### Citát
| „                  | V osobnosti Tomanově dohořívaly nám životy i legendy prokletých básníků. Milovali jsme ho. Ztělesňoval nám romantickou svobodu umělců a pokoušeli jsme se ho napodobit...Říkám my, ale opravdu jsem nebyl sám. I Halas měl rád Tomanovy verše, i když si do náručí s Tomanem nepadli. Zato já sešel jsem se s ním v uctivém přátelství. | “ |
| — Jaroslav Seifert | |   |

## Dílo

### Básně
Toman byl lyrický básník, který patřil k demokratickému proudu české literatury; nejčastěji bývá řazen do tzv. generace anarchistických buřičů. Tvorba shrnuje zkušenosti z tehdejšího společenského dění, soustředí se především na sociální hnutí, první světovou válku, revoluce.
Byl básníkem zkratkovitého slohu: bezprostřední prožitek stylizovaný tímto způsobem soustřeďuje v sobě rozpornou složitost života. Přitom i v melodických, písňově komponovaných verších má každé jednotlivé slovo značnou významovou samostatnost, stojí s okolními ve vztahu významového napětí. Tak Tomanovo dílo spojuje emocionalitu a přístupnost s významovým bohatstvím a dynamikou moderní lyriky.
- Pohádky krve (1898) – ovlivněno symbolismem a dekadencí, erotické motivy; zaměřeno především k vnitřním problémům člověka vymaňujícího se z pout měšťanské společnosti a její morálky.[10]
- Torso života (1902) – vyjádření bolesti a krize člověka, který zápasí o své osvobození; život je viděn ve dvojím ostrém lomu, bolesti a rozkoše; tragický ráz milostných veršů[11]
- Melancholická pout (1906) – obdoba Torza života; inspirace z cest po Evropě (Vídeň, Berlín, Holandsko, Anglie, Paříž)[12]
- Sluneční hodiny (1913) – barvité a konkrétní záběry přírody; země zdrojem utrpení i obnovované víry a naděje; objevují se biblické narážky, odmítání moralismu. Reakce na soudobé politické události, prohlubují snahu zachytit prožitek prověřený časovým odstupem[13]
- Verše rodinné a jiné (1918) – odráží zde společenské dění v období 1. světové války. Toman sleduje, jak se válka a společenské převraty promítají do osudu obyčejných lidí. Z hlediska těchto lidí hodnotí významné společenské události[14]
- Měsíce (1918) – příroda v koloběhu roku; 12 básní – každá o jednom měsíci v roce; oslava domova, společenství lidí, tradice života, české historické tradice (upálení Jana Husa v Červenci); hutná metaforičnost[15]
- Hlas ticha (1923) – obdoba Veršů rodinných a jiných; reakce na domácí společenské rozpory v prvních letech republiky; verše o revolučním Rusku.[15]
- Stoletý kalendář (1926) – poslední Tomanova sbírka. Do popředí zde vstupuje napětí domova a tuláctví.[16]

#### Ukázka z díla
„Kdo ticho miluješ a samotu

a v lesích hlubokých a v míru sněžných polí

nasloucháš rytmu života,

zde někdy neslyšíš

hlas hlubin?

Zní z dálky karneval vražd, krve, umírání.

Mlčení země bolí.

Však dole

tep srdce chvěje se a skrytý pramen z temnot

dere se k světlu.

A píseň mladých vod

tvé srdce opije a hlavu štěstím zmámí,

že v zoufalství snad, ve víře však nejsme sami.“

(Karel Toman, Měsíce, Únor)

#### Zhudebnění díla
Báseň Emě zhudebnil Petr Ovsenák z folkového dua Nestíháme. Písnička vyšla na krátkém albu Nestíháme (2006) a na sampleru 50 miniatur (2007).
Další dvě básně Mým snem jsi prošla a Siesta zhudebnila brněnská kapela Zabásnění v albu Perspektiva (2022).

### Překlady
- Narození – Charles-Louis Philippe; in: 1000 nejkrásnějších novel... č. 42. Praha: J. R. Vilímek, 1913
- Toník – Guy de Maupassant; přeložili Karel Toman a Antonín Veselý; ilustrovali V. Rottembourg a Ch. Morel. Praha: J. R. Vilímek, 1913?
- Otec Perdrix – Charles-Louis Philippe. Praha: Pražská akciová tiskárna, 1918
- Strýc Benjamin – Claude Tillier. Praha: Přítel knihy, 1927
- Osení – Colette. Praha: František Borový, 1931
- Pouta – Colette. Praha: F. Borový, 1931
- Sido – Colette. Praha: F. Borový, 1931
- Petr Nozière – Anatole France. Praha: F. Borový, 1935